# Leucophanes candidum
Leucophanes candidum là một loài rêu trong họ Calymperaceae. Loài này được Schwägr. Lindb. mô tả khoa học đầu tiên năm 1865.